# Trentepohlia parvistigma
Trentepohlia parvistigma är en tvåvingeart som beskrevs av Alexander 1973. Trentepohlia parvistigma ingår i släktet Trentepohlia och familjen småharkrankar. Inga underarter finns listade i Catalogue of Life.